# Daniel Rojas
Daniel Rojas Pachas (Lima, 1983) es un escritor, editor e investigador chileno. Director de Cinosargo Ediciones y autor de los ensayos Realidades Dialogantes y El arte de la cháchara. En novela ha publicado Random, Video killed the radio star y Rancor.

## Biografía
Nacido en 1983, se crio entre Lima y Arica. Licenciado en Pedagogía y comunicación y Magister en Ciencias de la Comunicación por la Universidad de Tarapacá. Cursó un posgrado en Literatura Hispanoamericana en la Universidad de Guanajuato. Tras ocho años de producción literaria y gestión cultural en México, actualmente radica en Bélgica, país desde el cual dirige el sello editorial Cinosargo. 
Afiliado a la Universidad KU Leuven, desarrolla una investigación centrada en la narrativa de Enrique Lihn y Roberto Bolaño. Sobre el primero y su trilogía del poder ha publicado libros y artículos, además ha dictado conferencias en Chile, Italia, Bélgica, Suiza, China y Finlandia.
Ha publicado los poemarios Gramma, Carne, Soma, Cristo Barroco, y las novelas Tremor, Random, Video Killed the radio star y Rancor. Su obra poética ha sido traducida al inglés, al portugués, búlgaro, alemán y finés. Es miembro del colectivo Pueblos Abandonados, creado en 2013 junto a Oscar Barrientos Bradasic, Marcelo Mellado, Rosabetty Muñoz y Yanko González.
La crítica chilena Patricia Espinosa ha dicho respecto a la narrativa de Rojas Pachas en Las últimas noticias: "Rojas Pachas construye con rigor y profundidad una trama cuyo vector central es la violencia inserta en lo más profundo del tejido social. Random logra concitar un repertorio de microficciones por donde el mal avanza sin contemplación alguna, llegando incluso a contaminar la figura del escritor"
Sobre su obra poética, la ganadora del Premio Nacional de Literatura de Chile, 2024, Elvira Hernández ha señalado: «Pasado por el cedazo autobiográfico cuasi picaresco, por algún recurso no emparentado con la ciencia ficción, también estará al otro lado de la referencialidad. Daniel Rojas Pachas sabe de las vicisitudes corridas por esa autoridad otrora heroica: la historia del pecado de originalidad perdido, la tachadura, la borradura, el descentramiento, la pulverización».
Su novela Random fue considerada entre los mejores cinco libros publicados el 2014, se adjudicó la Beca de Creación Literaria del Fondo del libro del Ministerio de las Culturas, las artes y el patrimonio de Chile y ha sido objeto de estudio por parte de la academia en Chile. Ha coordinado el Festival de poesía Latinoamericana Tea Party realizado en la frontera entre Chile y Perú, reuniendo a más de cien poetas de distintas generaciones. El 2015 el Ministerio de las culturas, las artes y el patrimonio de Chile, le entrega el premio a la Gestión Cultural por su trayectoria. El 2021 es antologado en el libro Bajo la soledad del Neón - Antología de cuento contemporáneo de América Latina junto a autores como Guadalupe Nettel, Carlos Yushimito y Liliana Colanzi. El 2024 la editorial chilena Emergencia Narrativa, antologa su obra en prosa junto a autores como Flor Canosa, Dany Salvarierra y Dana Lima. 

## Obra poética y narrativa
- Gramma[25] (Cinosargo 2009) ISBN 978-956-332-823-3
- Carne (Groenlandia 2011, España)
- Morgue y otros poemas de Gottfried Benn. ISBN 978-956-345-973-9
- Carne[26] (Chile. 2011) ISBN 978-956-345-361-4
- SOMA[27] (Literal Ediciones 2012, México) ISBN 978-956-332-822-6
- Cristo Barroco (Orem 2012, Perú) ISBN 978-612-46231-1-0
- SOMA (Pez Espiral 2014, Chile ) ISBN 978-956-9147-22-7
- Tremor (La Liga 2014, Chile) ISBN 978-956-9300-04-2
- Random[28] (Narrativa Punto Aparte 2014, Chile) ISBN 978-956-9091-07-0
- Rancor (Yerba Mala Cartonera 2015, Bolivia)
- Por Angas o por Mangas (Ubre Amarga 2015, Bolivia)
- Random (Niño Down Editores 2015, México)
- Video Killed the Radio Star[29] (Narrativa Punto Aparte 2016, Chile) ISBN 978-956-9091-18-6
- Carne (LUMA 2017, Zúrich - Curated by Hans Ulrich Obrist, Simon Castets, and Kenneth Goldsmith) ISBN  978-1-365-97699-5
- Cristo Barroco[30] (Mago Editores 2017, Chile) ISBN 978-956-317-406-9
- Random[31] (Aletheya 2018, Perú) ISBN 978-612-47504-8-9
- Allá fuera está ese lugar que le dio forma a mi habla[32] (Mantra 2019, México)
- Allá fuera está ese lugar que le dio forma a mi habla (Navaja 2019, Chile) ISBN 978-956-09269-0-6
- Rancor[33] (Los Perros Románticos 2018, Chile) ISBN 978-956-9594-20-5
- Mecanismo destinado al simulacro (Municipalidad Metropolitana de Lima 2022)
- Rancor - Edición Bilingüe (Chile, 2022) ISBN 978-956-9382-85-7
- Morgue y otros poemas: Traducción y notas de Daniel Rojas Pachas (Sauvage Atelier 2024, México)[34] ISBN 978-607-59630-7-5
- Random - Edición aniversario[35] (Cisnegro, 2025, México) ISBN 978-607-26976-0-7

En publicaciones colectivas
- Gonzalo Rose (poema): Cantos - San Diego Poetry Annual 2024 - 2025. San Diego - United States: San Diego Entertainment and Arts Guild (SDEAG), 2025 ISBN 9798303761674
- Afval. Reflujo: antología del cuento delirante. Chile: Emergencia Narrativa, 2024 ISBN 978-956-8688-66-0
- Los zombies de Jeffrey / Jeffrey's Zombies. Elixir - San Diego Poetry Annual 2023 -2024, (112-115). San Diego - United States: San Diego Entertainment and Arts Guild (SDEAG), 2024 ISBN 9798874256296
- Video killed the radio star. Bajo la soledad del neón: Antología de cuento contemporáneo de América Latina, (41-51). (Colección Última Erranza). Ecuador: Pontificia Universidad Católica del Ecuador, 2021 ISBN 978-9978-77-539-4
- LimiNHable (A.k.a Paladarisiaca). San Diego Poetry Annual 2020-2021: Fractal, (114-115). San Diego: Garden Oak Press, 2021 ISBN 9798581142318
- Weapon X. San Diego Poetry Annual 2019 - 2020 Edición décimo aniversario, (106-107). Garden Oak Press, 2020 ISBN 9781656677464
- Video killed the radio star (fragmento). Pueblos Abandonados. Chile: Editorial de la Universidad Católica del Maule Talca, 2019
- Cisneros y Chirinos. Quiero la cabeza de Sir Arthur Conan Doyle. Antología del nuevo policial chileno, (230-245). Chile: Contracorriente Ediciones, 2018 ISBN 978-956-8854-16-4
- Por sus prontuarios no los conoceréis / You won't know them by their criminal records. San Diego Poetry Annual 2015-2016 - Frontera Border Corpus, (98-99). San Diego: Garden Oak Press, 2016 ISBN 9781523613861
- CHTS 17 IX 73. Zapatitos con Sangre - 66 poemas de fútbol, (101-102). Chile: Editorial Cuarto Propio, 2016 ISBN 9789562607711
- Like tears in the rain. San Diego Poetry Annual 2013-2014: Border Mark, (86-87). San Diego: William Harry Harding, 2014 ISBN 9781495356889
- Random. .CL - Textos de frontera, (397-419). Chile: Ediciones Universidad Alberto Hurtado, 2013 ISBN 978-956-8421-74-8
- Poesía de Daniel Rojas Pachas. Barcos sobre el agua natal. Antología de poesía hispanoamericana desde el siglo XXI. Leteo Ediciones y Literal Ediciones, 2012 ISBN 9788461610709
- Texto & Like tears in the rain. Daniel Rojas Pachas (Chile 1983). Punto & Aparte - Muestra de poesía hispanoamericana, (47-48). Lima: Ediciones Vicio Perpetuo, 2012 ISBN 97861246138-0-7
- Prólogo y relato Baby Face. Game Over: Antología del relato de videojuego, (43-44). Arica - Chile: Cinosargo, 2011 ISBN 978-956-345-821-3
- Comunicado (Poesía de Daniel Rojas Pachas). El vértigo de los aires : poesía Iberoamericana 2011,[36] (41-44). México: Asociación de Escritores de México (AEMAC), 2011 ISBN 9786074910056

## Ensayo
- Realidades Dialogantes. Ensayos sobre Reinaldo Arenas, Roberto Bolaño, Ernesto Sabato, Guillermo Cabrera Infante y Miguel Ángel Asturias. (Fondart 2008). ISBN 978-956-332-822-6
- El arte de la cháchara: la poética de lo abigarrado en las novelas de Enrique Lihn (UG 2019, México)
- El arte de la cháchara: la poética de lo abigarrado en las novelas de Enrique Lihn[37] (Los Perros Románticos 2023, Chile) ISBN 978-956-9594-54-0

Artículos académicos
- Alicia Galaz Vivar, conocedora de los secretos y signos del siglo.[38] Trilce, 2011 (31), 50-55
- Oliver Welden Oscura Palabra: Poesía 1970-2006.[39] Aisthesis, 2012, Pontificia Universidad Católica de Chile (51), 245-249
- El panóptico como modelo de poder en la novela El Señor Presidente de Miguel Ángel Asturias.[40] Revista de Filosofia, 2012, Universidad de Chile (68), 155-165
- Actualization process of an essay written by Roberto Bolano.[41] ESTUDIOS FILOLOGICOS, 2012, Universidad Austral de Chile (50), 39-56
- Ejercicio del poder como arquitectura carcelaria en "El señor presidente y Arturo, la estrella más brillante". Studi Ispanici, 2014 (39), 173-186
- A semiotic empirical approximation to reading comprehension.[42] ESTUDIOS FILOLOGICOS, 2014, Universidad Austral de Chile (53), 71-83
- Batman en Chile o la deformación histriónica de un mito.[43] Aisthesis, 2015 Pontificia Universidad Católica de Chile (57), 43-57
- Diario de muerte de Enrique Lihn inscribir la muerte y dislocación del diario íntimo.[44] Nueva Revista del Pacifico, 2017, Universidad de Playa Ancha (67), 155-177
- Una lectura gadameriana de Prosa del observatorio de Julio Cortázar.[45] Revista Laboratorio, 2018, Universidad Diego Portales (19), 127-144
- Enrique Lihn: la autorreflexividad de un escritor a la intemperie. Red de pensamiento decolonial, 2018 4, 69-82
- Pesadillas de la sombra: una lectura a “Boxeador” de Carlos Wynter.[46] Revista Estudios, 2019, Universidad de Costa Rica (38), 167-183
- Prison of Trees: The Intopic Search Through Writing Versus Dystopia and Surgical Control.[47]TALLER DE LETRAS, Universidad Católica de Chile (64), 199-217
- Enrique Lihn y su narrativa situada en los límites del horror y la Cháchara.[48] Revista Laboratorio, 2020, Universidad Diego Portales (23), 25-44
- La poética de lo abigarrado en La orquesta de cristal de Enrique Lihn.[49] Revista Estudios, 2020, Universidad de Costa Rica (40), 44-66
- Postcards And Radiographies In The Essays Of Marius De Zayas: New York And The Trip.[50] REVISTA KANINA, 2020, Universidad de Costa Rica 44 (2), 51-68
- Hiperretórica en El arte de la palabra de Enrique Lihn.[51] ATENEA, 2022, Universidad de Concepción (525), 201-221
- Güeros de Alonso Ruizpalacios: el viaje como recuperación del sentido de la realidad frente al simulacro.[52] Revista Estudios 2023 (47), 181-198
- Batman en Chile de Enrique Lihn: el locus horridus y el espectáculo.[53] Literatura y Lingüística, 2023, Universidad Católica Silva Henríquez (47), 173-193
- La muerte de la muerte: estudio del documental La Colorina (Stella Díaz Varín).[54] Revista Laboratorio 2024, Universidad Diego Portales (30)
- Nana Gutiérrez – Mariposa poética: una escritora subversiva injustamente marginada.[55] Revista Estudios 2024, Universidad de Costa Rica (49), 165-190

En publicaciones colectivas
- Nana Gutiérrez: escritura subversiva al margen de los centros editoriales y discursivos. Praxis y representación femenina en el oficio literario, (130-145). Madrid: Dykinson S.L, 2024. ISBN 978-84-1070-949-2
- Nana Gutiérrez y la poesía para todos los hombres sin ningún nombre. Lunallena + Nanapoemas al streak, (7-22). Chile: Pampa Negra Ediciones, 2023. ISBN 978-956-6297-00-0
- Nanaprólogo - Les ruego a ustedes señores tomar nota. Mariposa revolucionaria - Poesía reunida de Nana Gutiérrez, (2-9). Arica - Chile: Cathartes Ediciones, 2023. ISBN 978-956-6125-06-8
- La poesía del Norte de Chile: un mapa por reconstruir. Poeta de provincia, (14-19). Chile: Editorial de la Universidad Católica del Maule Talca, 2022. ISBN 978-956-6067-35-1
- La condición latinoamericana de Manuel Scorza: entre la revolución y el amor. Olafo y los amigos : Jorge Ibargüengoitia y el avionazo de Avianca en 1983, (63-74). México: Ediciones La Rana, 2022. ISBN 9786078770601.
- La estética de lo abigarrado en La orquesta de cristal. Boletín Hispánico Helvético Historia, teoría(s), prácticas culturales, (391-412). Sociedad Suiza de Estudios Hispánicos, 2019. ISBN 978-84-7956-180-2.
- Diario de muerte de Enrique Lihn Inscribir la muerte y dislocación del diario íntimo. America: il racconto di un continente | América: el relato de un continente, (645-659). Italy: Università Ca’ Foscari Venezia, 2019. ISBN 978-88-6969-320-5
- La crítica literaria en los bordes: allí donde los hombres ponen fronteras al horizonte. El circo en llamas: Ponencias Seminario de Crítica Literaria Valparaíso 2015, (103-110). Chile: Libros del Pez Espiral. ISBN 978-956-9147-48-7
- Arica es Tatooine y el Shopping Center del Pacífico una alegoría del abandono. R. Greene (Eds.), Ciudad Fritanga, crónicas de ciudades no-metropolitanas, (168-171). Chile: Editorial Bifurcaciones, 2014. ISBN 978-956-9501-00-5.

## Premios y reconocimientos
- Premio en el Concurso de Cuentos de la Universidad de Tarapacá - Cuadragésimo aniversario Departamento de Español, 2007
- Ganador del concurso internacional de Poesía Erótica: Bendito sea tu Cuerpo, 2008
- Beca de creación literaria del Fondo del Libro y la Lectura, Ensayo, 2008
- Ganador del Concurso de Poesía de la revista Internacional Heptagrama, 2010
- Beca apoyo a tesis de postgrado en Chile o el extranjero -Maestría. Otorgado por el Ministerio de las Culturas, las artes y el patrimonio de Chile, 2010
- Ganador del Premio de poesía de la Fundación Pablo Neruda - Predicar en el desierto 2013[56]
- Beca apoyo a tesis de postgrado en Chile o el extranjero -Doctorado. Otorgado por el Ministerio de las Culturas, las artes y el patrimonio de Chile, 2013
- Beca de creación literaria del Fondo del Libro y la Lectura, novela, 2014
- Premio a la Gestión Cultural de las Artes y el Patrimonio del Ministerio de las Culturas y las Artes y el Patrimonio de Chile, 2015
- Beca Consejo Nacional de Ciencia y Tecnología - Estudios de posgrado Literatura Hispanoamericana - México, 2017[57]
- Beca CLACSO para estudios de posgrado, 2018
- Summa Cum Laude - Ku Leuven 2023 por su investigación dedicada a Enrique Lihn y su literatura durante la Guerra Fría.
- Becas Chile 2025  - Investigación en el extranjero.

## Opiniones de contemporáneos
- Leonardo Sanhueza: «Daniel Rojas Pachas elabora sus textos mediante una saturación o estridencia medio pornográfica, mostrando escenas destrozadas de violencia, sadismo, abuso infantil, prostitución, locura o miseria: situaciones infernales, en todo caso, que se suceden rabiosamente. Estos textos tienen un aire a cyberpunk, y a la vez, a cine gore con lo que se configura una atmósfera enrarecida que, si bien se sitúa en el presente, deja la impresión de ser una era postapocalíptica (…) Rojas Pachas plantea así una literatura de la furia o, derechamente del mal»[58]
- Carmen Berenguer: «El arrebato más significativo de este laberinto en el libro, Soma, del autor Daniel Rojas Pachas, es la idea y placer del texto propuesto por su autor: Perderse en la red de significantes textuales y cartografiados, para no dar con un destino o parada, sino perdidos en la maraña moderna de la comunicación actual».[59]